# Gare de Saint-Denis-près-Martel
Gare de Saint-Denis-près-Martel vasútállomás Franciaországban, Saint-Denis-lès-Martel településen.

## Vasútvonalak
Az állomást az alábbi vasútvonalak érintik:
- Brive-la-Gaillarde–Toulouse-vasútvonal

## Kapcsolódó állomások
A vasútállomáshoz az alábbi állomások vannak a legközelebb:
- Gare des Quatre-Routes
- Gare de Rocamadour - Padirac
- Gare de Vayrac